# Geelbandfuselier
De geelbandfuselier (Pterocaesio chrysozona) is een straalvinnige vis uit de familie van Caesionidae, orde baarsachtigen (Perciformes), die voorkomt langs de kusten van de Indische Oceaan en het westen van de Grote Oceaan.

## Beschrijving
Pterocaesio chrysozona kan een maximale lengte bereiken van 21 centimeter.
De vis heeft één rugvin en één aarsvin. Er zijn 10 stekels en 14 tot 16 vinstralen in de rugvin en 3 stekels en 11 tot 13 vinstralen in de aarsvin.

## Leefwijze
Pterocaesio chrysozona is een zoutwatervis die voorkomt in tropische wateren op en rond koraalriffen.
Het dieet van de vis bestaat hoofdzakelijk uit dierlijk plankton.

## Relatie tot de mens
Pterocaesio chrysozona is voor de visserij van aanzienlijk commercieel belang. De soort staat niet op de Rode Lijst van de IUCN.